# Zea nicaraguensis
Zea nicaraguensis Iltis & B.F.Benz, 2000 è una pianta erbacea della famiglia delle Poacee, endemica del Nicaragua.